# Mobiento
Mobiento är ett svenskt företag som verkar inom mobil marknadsföring, och utvecklingen av mobilen som nästa stora reklamkanal, på användarens villkor.
Mobiento nominerades 2007 som Årets Företag vid Mobilgalan, och utsågs 2008 till en av världens tre bästa mobilbyråer. Mobiento vann MMA Global Awards 2006, 2007 och 2009, som delas ut av Mobile Marketing Association.